# Jaguar: voz de un territorio
Jaguar: voz de un territorio es una película documental colombiana dirigida por Simón González Vélez. Fue estrenado en las salas de cine colombianas el 25 de febrero de 2021.

## Sinopsis
El documental se enfoca en el felino conocido como Panthera onca o jaguar, especie que en la actualidad en Colombia se encuentra en grave riesgo debido al avance de las ciudades, que poco a poco ha ido despojándolo de su hábitat natural.

## Estreno
Antes de su estreno en salas de cine, el documental participó en varios eventos a nivel nacional e internacional como el Festival Internacional de Cine de Pasto, el Festival Audiovisual de los Montes de María, el Festival de Cine Latinoamericano de Carolina del Norte, el Festival de Cineasta Indie de Barcelona y el Festival de Cine de Bogotá, entre otros. Fue galardonada como la mejor película extranjera en el Festival de Cine de Conservación de la Vida Silvestre de 2020.